# Hockey Club Centro Giovanile Bassano 1966
Questa voce raccoglie le informazioni riguardanti l'Hockey Club Centro Giovanile Bassano nelle competizioni ufficiali della stagione 1966.

## Maglie e sponsor
| 1ª divisa |

## Rosa
| N° | Naz.              | Ruolo      | Sportivo              |  |  |  |
| -- | ----------------- | ---------- | --------------------- |  |  |  |
| ?  | Italia (bandiera) | Difensore  | Giuseppe Albertin (I) |  |  |  |
| ?  | Italia (bandiera) | ?          | Luciano Albertin (II) |  |  |  |
| ?  | Italia (bandiera) | ?          | Francesco Bordignon   |  |  |  |
| 1  | Italia (bandiera) | P          | Francesco Fontana     |  |  |  |
| ?  | Italia (bandiera) | ?          | Antonio Marchiori     |  |  |  |
| 8  | Italia (bandiera) | P          | Eros Merlo            |  |  |  |
| ?  | Italia (bandiera) | Attaccante | Silvano Soffia        |  |  |  |
| 2  | Italia (bandiera) | Difensore  | Giuseppe Tonon        |  |  |  |

### Libri
- La Gazzetta dello Sport, Annuario dello Sport 1967, Milano, Edizioni S.E.S.S.,  pp. 209-210, risultati e classifica finale della stagione 1966, conservato dalla Biblioteca comunale centrale di Milano, deposito di via Quaranta.
- Gianfranco Capra e Mario Scendrate, Hockey su pista in Italia e nel mondo, Novara, Casa Editrice S.E.N., settembre 1984,  pp. 107, 222-223.
- AA.VV., 100 anni di sport a Bassano: dal 1875 ai giorni nostri, Bassano del Grappa (VI), Panathlon Club, 1986,  p. 158.

### Giornali
- La Gazzetta dello Sport, conservata microfilmato presso.
  - Biblioteca Nazionale Braidense di Milano, presso MediaTeca Santa Teresa, via Moscova 28 a Milano;
  - Biblioteca comunale centrale di Milano (Palazzo Sormani);
  - Biblioteca Nazionale Centrale di Firenze;
  - Biblioteca Nazionale Centrale di Roma;
  - Biblioteca Civica Berio di Genova;
  - e presso Emeroteca del C.O.N.I. di Roma (non è online ma è da consultare in sede).
- Il Cittadino di Monza e Brianza, edizione del giovedì, Il Cittadino, 1966, che ha sempre pubblicato i risultati nell'edizione del giovedì. Giornale conservato microfilmato presso la Biblioteca Nazionale Braidense di Milano e la Biblioteca Comunale di Monza.